# Shanbally Castle

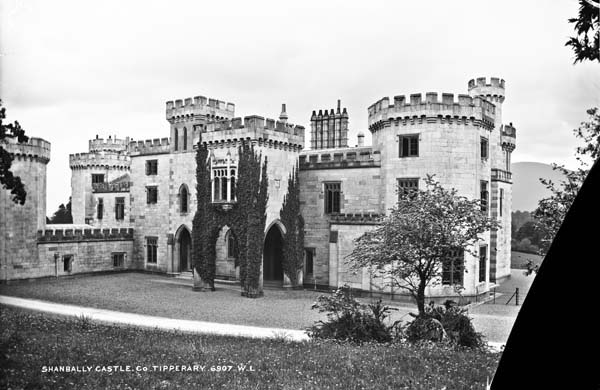
Frontfassade von Shanbally Castle

Shanbally Castle (irisch Caisleán an tSeanbhaile) war ein Schloss beim Dorf Clogheen (irisch An Chloichín oder Cloichín an Mhargaidh) im irischen County Tipperary.

## Geschichte
Cornelius O’Callaghan, 1. Viscount Lismore, ließ es um 1810 erbauen. Es war das größte Bauwerk des bekannten englischen Architekten John Nash in Irland. Im Jahre 1954 kaufte die Irish Land Commission das Schloss. Am 21. März 1960 wurde es trotz vieler Proteste abgerissen.

### Abriss
Die Proteste gegen den Abriss von Shanbally Castle kamen aus einigen lokalen Quellen, An Taisce, einigen Akademikern, wie Professor Gwynn, und einigen Politikern, wie Senator Seán Moylan, dem Landwirtschaftsminister bis zu seinem Tod im November 1957, und der Teachta Dála für Mitchelstown, John W. Moher. Politisch wollte die Fianna-Fáil-Regierung die Häuser der Protestant Ascendancy nicht und der örtliche Parlamentsabgeordnete Michael Davern befürwortete den Abriss.
Kurze Zeit schien es, als könnte ein Käufer gefunden werden; der Londoner Theaterkritiker Edward Sackville-West, 5. Baron Sackville, der die Region um Clogheen, die er seit seiner Kindheit kannte, sehr schätzte, zeigte sich interessiert. Er erklärte sich mit dem Kauf des Schlosses mit seinen 65,2 Hektar Grund einverstanden, zog sich aber aus dem Geschäft zurück, als die Irish Land Commission sich weigerte, die Abholzung von Bäumen auf dem Land, das er kaufen wollte, einzustellen.
Als dieser Verkauf platzte, gab die Regierung an, keinen geeigneten Käufer mehr für das Schloss finden zu können.
Im März 1960 berichtete The Nationalist über das endgültige Ende eines Gebäudes, das der Stolz der Nachbarschaft war: “Ein großer Knall besiegelte gestern das Schicksal von Shanbally Castle, wo große Mengen an Sprenggelatine und Cordtex das Gebäude erschütterten”, hieß es. Die Explosion konnte man 16 km weit hören.
In einer Stellungnahme der irischen Regierung nach dem Abriss des Schlosses wurde als Antwort auf die Proteste für die Erhaltung von Shanbally Castle für die Nation verlautbart: “Mit Ausnahme von Zeiten militärischer Nutzung blieb das Schloss 40 Jahre lang vollkommen unbewohnt.”